# Gabriel Zubeir Wako
Gabriel Zubeir Wako, né le 27 février 1941 à Mboro au Soudan, est un cardinal soudanais, archevêque de Khartoum de 1981 à 2016.

## Biographie

### Formation
En plus de son ministère paroissial, il est inspecteur pour l'enseignement de la religion dans les écoles du district de Gogrial.
Il est ensuite recteur d'un petit séminaire.

### Prêtre
Gabriel Zubeir Wako est titulaire d'une licence en théologie avec une spécialisation en théologie pastorale.
Il est ordonné prêtre le 21 juillet 1963 pour le diocèse de Wau au Soudan.

### Évêque
Nommé évêque du diocèse de Wau au Soudan le 12 décembre 1974, il est consacré le 6 avril 1975 par le cardinal Agnelo Rossi à l'âge de 33 ans.
Le 30 octobre 1979, il est nommé archevêque coadjuteur de Khartoum et devient archevêque titulaire de ce diocèse le 10 octobre 1981.
Il préside la conférence épiscopale soudanaise à trois reprises, de 1978 à 1989, de 1993 à 1999, et du 1er janvier 2012 à octobre 2016.
Il se retire le 10 décembre 2016.

### Cardinal
Il est créé cardinal par Jean-Paul II lors du consistoire du 21 octobre 2003 avec le titre cardinal-prêtre de Sant'Atanasio a Via Tiburtina. Il participe aux conclaves de 2005 et de 2013 qui élisent respectivement les papes Benoît XVI et François. Il est rescapé d'un attentat, le 20 octobre 2010, commis par un fanatique musulman au cours de la messe. 
Au sein de la Curie romaine, il est membre de la Congrégation pour l'évangélisation des peuples et du Conseil pontifical « Cor unum » pour la promotion humaine et chrétienne.
Il atteint la limite d'âge le 27 février 2021, ce qui l'empêche de participer aux votes du prochain conclave.

## Succession apostolique
Gabriel Zubeir Wako a ordonné les évêques suivants :
- Évêque Daniel Adwok (de) (1993)
- Évêque Edward Hiiboro Kussala (de) (2008)
- Archevêque Michael Didi Adgum Mangoria (it) (2010)
- Évêque Yunan Tombe Trille Kuku Andali (it) (2017)
- Évêque Matthew Remijio Adam Gbitiku (de), M.C.C.I. (2021)
- Évêque Christian Carlassare, M.C.C.I. (2022)
- Évêque Alex Lodiong Sakor Eyobo (de) (2022)
- Évêque Emmanuel Bernardino Lowi Napeta (de) (2023)